# Károly Weichelt
Károly Weichelt, auch Carol Weichelt (* 2. März 1906 in Nagyvárad, Österreich-Ungarn, heutiges Rumänien; † 4. Juli 1971) war ein rumänischer Fußballspieler.
Er nahm er an der Fußball-Weltmeisterschaft 1934 teil.

## Karriere
Weichelt spielte kurz nach Gründung der rumänischen Profiliga, der Divizia A, von 1933 bis 1935 für CA Oradea sowie von 1935 bis 1937 für Gloria CFR Arad.
Sein einziges Länderspiel für die rumänische Nationalmannschaft bestritt Weichelt im Alter von 18 Jahren bei der 1:4-Niederlage am 31. August 1924 in einem Freundschaftsspiel gegen die Tschechoslowakei.
Anlässlich der Fußball-Weltmeisterschaft 1934 in Italien wurde er in den rumänischen Kader berufen, kam jedoch nicht zum Einsatz.